# Los Suárez
Los Suárez är en ort i Mexiko.   Den ligger i kommunen Ahome och delstaten Sinaloa, i den västra delen av landet, 1 300 km nordväst om huvudstaden Mexico City. Los Suárez ligger 17 meter över havet och antalet invånare är 655.
Terrängen runt Los Suárez är platt åt sydväst, men åt nordost är den kuperad. Runt Los Suárez är det ganska tätbefolkat, med 83 invånare per kvadratkilometer. Närmaste större samhälle är Ahome, 4,0 km söder om Los Suárez. Trakten runt Los Suárez består till största delen av jordbruksmark.